# Islamisk mytologi
Islamsk mytologi. Med islamsk mytologi avses främst Koranens berättelser. Islam är den enda mytologin som aktivt erkänner andra religioners (åtminstone två andra) mytologier, men som avfärdar det mesta som felaktigt. [källa behövs]

## Balâm
Balâm är en ko i det muslimska paradiset. På denna kos kött livnär sig invånarna i paradiset när de inte äter fisken Nûn.

## Ifrit
Ifrit är ett, vanligen bevingat, andeväsende i rökform inom islamisk mytologi. Ifrit är mycket stor, bor i underjorden och vistas gärna i ruiner. Ifriter är upproriska och griper aktivt in i människors liv och de är inte alltid vänliga. De omnämns på ett ställe i Koranen och dyker på flera ställen upp i sagosamlingen Tusen och en natt.

## Nûn
Nûn är en fisk i det muslimska paradiset. Tillsammans med kon Balâm utgör Nûn huvuddelen av dieten för dem som vistas i detta paradis.